# Legislação do Reino Unido

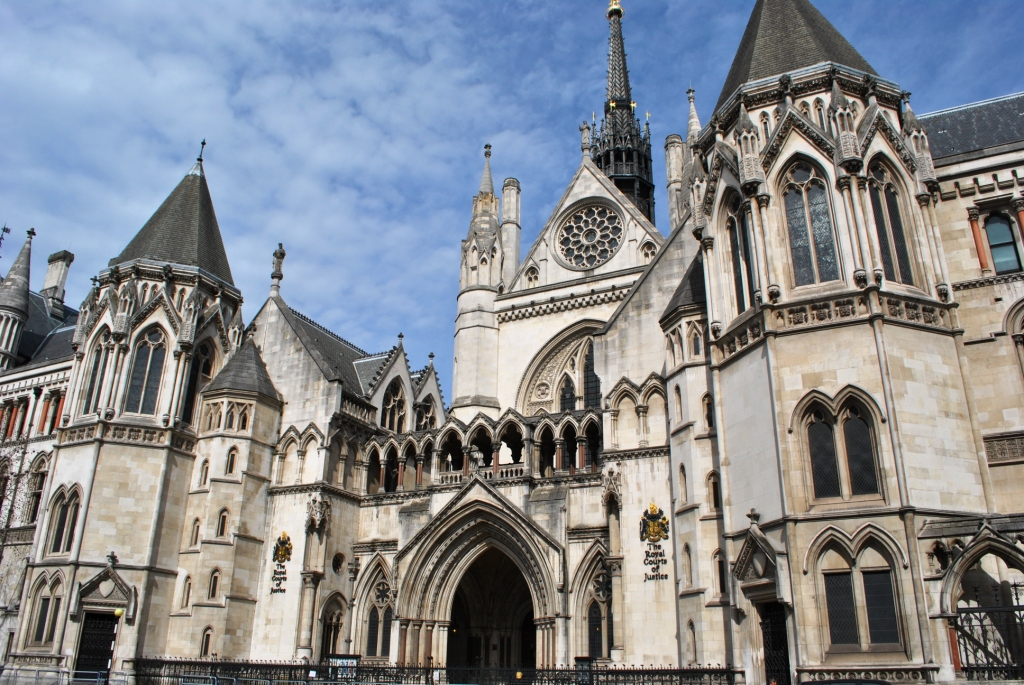
Sede das Cortes Reais de Justiça, em Londres.

O Reino Unido não tem um sistema jurídico único devido ao ato de união dos países anteriormente independentes, cujo artigo 19 do Tratado da União Britânica garante a continuação da existência do distinto sistema jurídico da Escócia. Hoje o Reino Unido tem três sistemas jurídicos: o direito inglês, a Lei da Irlanda do Norte e o direito escocês. As recentes alterações constitucionais deram lugar a uma nova Suprema Corte no Reino Unido que entrou em vigor no dia 1 de outubro de 2009 assumindo o papel do atual Comitê de Apelação da Câmara dos Lordes, nos processos jurídicos, obedecendo as novas leis da Reforma Constitucional de 2005. O Comitê Judicial do Conselho Privado, é composto, tradicionalmente, pelos mesmos membros do Comitê de Apelação da Câmara dos Lordes, e foi o mais alto tribunal de recurso para vários países independentes do Commonwealth, dos territórios ultramarinos do Reino Unido, e das dependências da coroa britânica, contudo devido as reformas do Parlamento, a Câmara sofreu uma redução de sua ação sobre os tribunais britânicos.

## Por país
O direito inglês, que se aplica na Inglaterra e Gales, e a Lei da Irlanda do Norte são baseadas nos princípios do direito comum. A essência do direito comum é que a lei é aplicada  por juízes, situados em tribunais, utilizando o senso comum e seus conhecimentos do precedente legal (stare decisis) para os fatos anteriores a eles. Os Tribunais de Inglaterra e País de Gales são chefiados pelo Supremo Tribunal da Judicatura da Inglaterra e do País de Gales, que consiste no Tribunal de Apelação, a Suprema Corte da Justiça (para os processos civis) e os Corte da Coroa (para os casos penais). O Comitê de Apelação da Câmara dos Lordes (normalmente apenas referidas como The House of Lords) é atualmente o maior órgão jurisdicional, tanto para casos criminais como os civis na Inglaterra, Gales, e Irlanda do Norte, e qualquer decisão dessa corte sobrepõe a de todos os outros tribunais da hierarquia.
A violência na Inglaterra e no País de Gales aumentou no período entre 1981 e 1995, mas depois do pico em 1995, houve uma diminuição de 48% na criminalidade comparada a 2007/08. Apesar da queda na taxa de criminalidade, a população carcerária de Inglaterra e País de Gales quase duplicou no mesmo período, para mais de 80 000, dando a Inglaterra e País de Gales a maior taxa de encarceramento na Europa Ocidental de 147 para cada 100 000. O serviço prisional britânico, parte do Ministério da Justiça, administra a maior parte das prisões na Inglaterra e País de Gales.
O direito escocês é um sistema híbrido baseado nos princípios do Direito Civil e do Direito Comum. Os tribunais máximos são o Tribunal de Sessão, para os processos cíveis, e o Tribunal Superior de Justiça, para os casos criminais. O Comitê de Apelação da Câmara dos Lordes também serve como o mais alto tribunal de recurso para os processos civis na Escócia, mas apenas no caso do Tribunal de Sessão conceder a autorização de recurso ou a sentença inicial for por decisão da maioria. Os Tribunais de Xerife lidam com a maior parte dos casos civis e criminais, incluindo as triagens penais, com um júri, conhecido como Corte solene, ou com um Xerife e sem júri, conhecido como Corte Sumária. Os Tribunais de Xerife proporcionam um tribunal local, com 49 tribunais organizada em toda os seis xerifados.
O sistema jurídico escocês é único por ter três possíveis veredictos em um julgamento criminal: "culpado", "não culpado" e não-comprovado. Tanto "não culpado" e "não comprovado" resultam em absolvição, sem possibilidade de recurso. O Serviço Prisional Escocês (SPS, da sigla em inglês para Scottish Prisional Service) mantém as prisões na Escócia, que contêm cerca de 7 500 presos. O Gabinete Secretário de Justiça é responsável pelo Serviço Prisional Escocês no Governo escocês.

## Legislação nacional
- Legislação inglesa (também se aplica ao País de Gales)
- Legislação escocesa